# Sanpete County
Sanpete County är ett administrativt område i delstaten Utah, USA. År 2010 hade countyt 27 822 invånare. Den administrativa huvudorten (county seat) är Manti.

## Geografi
Enligt United States Census Bureau har countyt en total area på 4 151 km². 4 113 km² av den arean är land och 38 km² är vatten.

### Angränsande countyn
- Utah County, Utah - nord
- Carbon County, Utah - nordöst
- Emery County, Utah - öst
- Sevier County, Utah - syd
- Millard County, Utah - sydväst
- Juab County, Utah - nordväst

### Orter
- Gunnison
- Manti (huvudort)